# Berlina

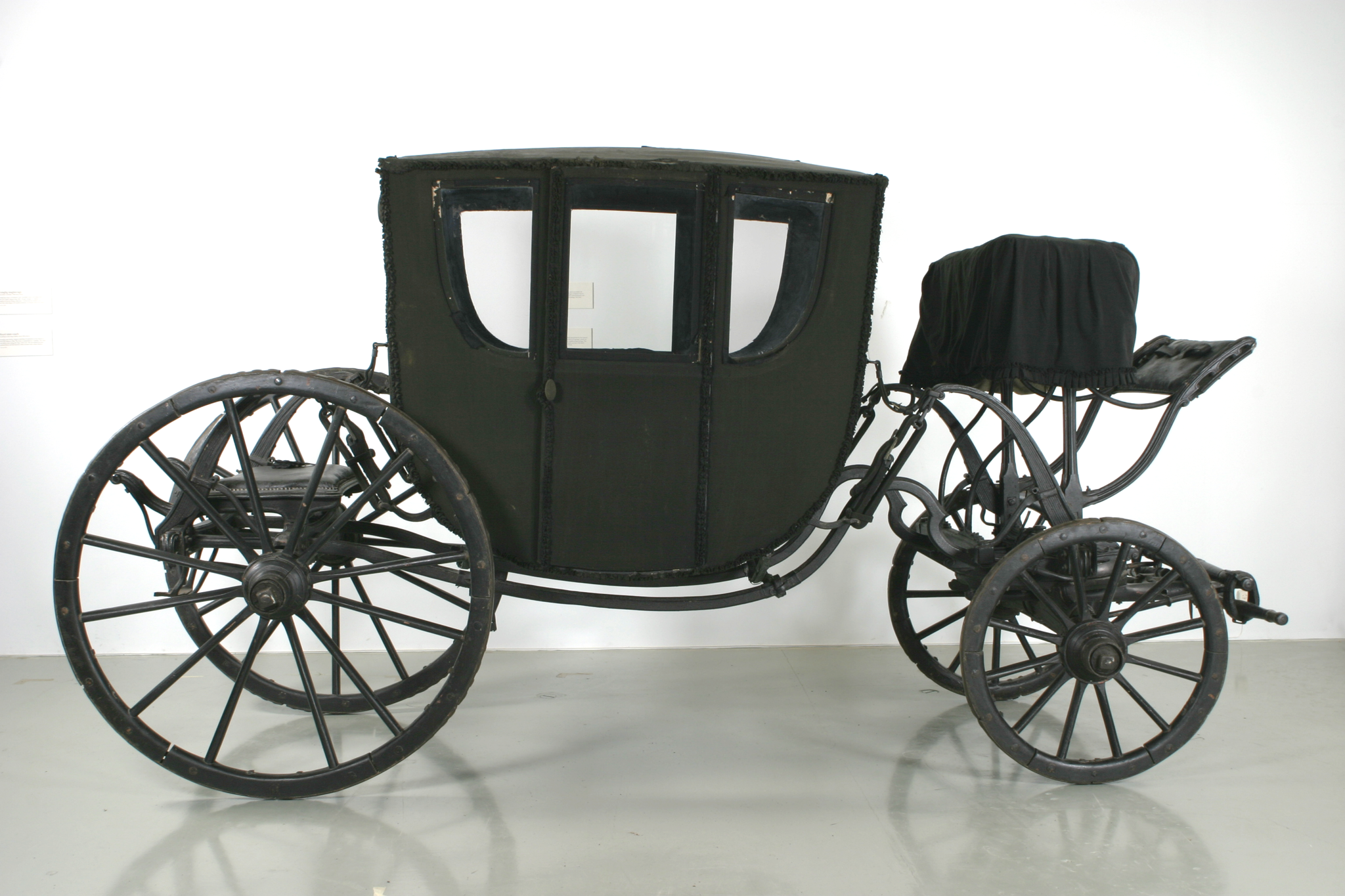

Berlina to rodzaj karety konstrukcji rozworowej, tzn. takiej, gdzie pudło zawieszone było pomiędzy dwoma drągami. W XIX wieku znana już jako kareta czteroosobowa, zawieszona.
Określenie berlina stosowane było w odniesieniu do trójbryłowych nadwozi samochodów (sedan), np. Fiat 125, Opel Rekord, szczególnie produkowanych lub przeznaczonych na rynki: włoski, portugalski, hiszpański i rumuński.